# Ołeksandr Tretiakow
Ołeksandr Tretiakow, ukr. Олександр Юрійович Третьяков (ur. 20 marca 1970 w Kijowie) – ukraiński polityk, deputowany, przedsiębiorca, minister w gabinecie prezydenta Ukrainy.

## Życiorys
Z wykształcenia inżynier, kończył wyższą szkołę wojskową. W latach 1992–1993 służył w armii. Następnie zajął się pracą w biznesie, w latach 1995–2001 był dyrektorem generalnym spółki ATEK-95, następnie w 2002 został jej prezesem.
W 2002 uzyskał mandat posła do Rady Najwyższej z ramienia Bloku Nasza Ukraina jako przedstawiciel Ludowego Ruchu Ukrainy. Brał udział w pomarańczowej rewolucji i w zakładaniu Ludowego Związku „NU”. W styczniu 2005 został ministrem w gabinecie prezydenta Wiktora Juszczenki jako jego główny doradca. Popadł w konflikt z szefem administracji, Ołeksandrem Zinczenką, który pomówił go o korupcję. W konsekwencji obaj urzędnicy zostali odwołani.
Ołeksandr Tretiakow pozostał w kancelarii jako pozaetatowy doradca. W 2006 i 2007 ponownie był wybierany do parlamentu V i VI kadencji, odpowiednio z ramienia Bloku Nasza Ukraina i Naszej Ukrainy-Ludowej Samoobrony. W Radzie Najwyższej zasiadał do 2012. Powrócił do niej w 2014 jako kandydat Bloku Petra Poroszenki.